# Kabinett Arnim-Boitzenburg
Das Kabinett Arnim-Boitzenburg bildete vom 18. bis 29. März 1848 das von König Friedrich Wilhelm IV. berufene preußische Staatsministerium. Das Amt des preußischen Ministerpräsidenten wurde neu geschaffen. Die Einsetzung dieser liberal-konservativen Regierung war der Versuch des Königs den Herausforderungen der Märzrevolution durch leichte Reformen zu begegnen, der schon nach elf Tagen scheiterte.
| Amt                                                    | Name                                                                               |
| ------------------------------------------------------ | ---------------------------------------------------------------------------------- |
| Ministerpräsident                                      | Adolf Heinrich von Arnim-Boitzenburg                                               |
| Äußeres                                                | Heinrich Alexander von Arnim-Suckow                                                |
| Finanzen                                               | Ludwig Samuel Kühne (interimist. Verwalter)                                        |
| Geistliche, Unterrichts- und Medizinal-Angelegenheiten | Maximilian von Schwerin-Putzar                                                     |
| Justiz                                                 | Alexander von Uhden, 18.–20. März 1848 Wilhelm Bornemann, ab 20. März 1848         |
| Gesetz-Revision                                        | Friedrich Carl von Savigny, 18.–20. März 1848 (danach Teil des Justizministeriums) |
| Inneres                                                | Alfred von Auerswald                                                               |
| Krieg                                                  | Ferdinand von Rohr                                                                 |
| Geheimer Staatsminister ohne Ressort                   | Anton zu Stolberg-Wernigerode, 18.–20. März 1848                                   |